# Де Марко, Вернон
Вернон Де Марко Морлаччи (словац. Vernon De Marco Morlacchi; род. 18 ноября 1992, Кордова) — испанский и словацкий футболист, защитник клуба «Хатта» и сборной Словакии.

## Клубная карьера
Де Марко — воспитанник испанских клубов «Аренал» и «Сан-Франциско». В 2011 году он подписал контракт с «Констанцией», но уже по окончании сезона присоединился к словацкому «Земплина» из Михаловца. До 2015 года Вернон выступал за команду во Второй лиге Словакии. Летом того же года Де Марко помог «Земплину» выйти в элиту. 18 июля в матче против «Тренчина» он дебютировал в Фортуна лиге. Летом 2016 года Де Марко был арендован братиславским «Слованом». 24 сентября в матче против «Тренчина» он дебютировал за новый клуб. 1 октября в поединке против своего бывшего клуба «Земплина» Вернон забил свой первый гол за «Слован». По окончании сезона клуб выкупил трансфер игрока. 
Летом 2017 года Де Марко был арендован польским «Лехом». 10 сентября в матче против «Погони» он дебютировал в Экстраклассе. По окончании аренды Вернон вернулся в «Слован». В составе клуба он дважды выиграл чемпионат и три раза завоевал Кубок Словакии. 

## Международная карьера
Вернон родился в Аргентине, но в 2021 году получил гражданство Словакии и получил право выступать за сборную страны.
14 ноября 2021 года в отборочном матче чемпионата мира 2022 против сборной Мальты Де Марко дебютировал за сборную Словакии. В этом же поединке он забил свой первый гол за национальную команду.

### Голы за сборную Словакии
| #   | Дата           | Место                                 | Противник | Счёт | Результат | Соревнование                     |
| --- | -------------- | ------------------------------------- | --------- | ---- | --------- | -------------------------------- |
| 01. | 14 ноября 2021 | Национальный стадион, Та-Кали, Мальта | Мальта    | 0:5  | 0:6       | Чемпионат мира 2022 квалификация |

## Достижения
Слован (Братислава)
- Победитель Фортуна лиги (2) — 2019/2020, 2020/2021
- Обладатель Кубка Словакии (3) — 2016/2017, 2019/2020, 2020/2021